# Кюно (река)
Кюно — река в России, протекает по Муезерскому району Карелии. Река берёт начало из озера Редъярви, протекает через озеро Кюно и впадает в озеро Киви, которое через озеро Вожъярви связано с Лексозером. Длина реки составляет 17 км, площадь водосборного бассейна — 220 км².
В 2,4 км от устья, по левому берегу реки впадает река Долгая.

## Данные водного реестра
По данным государственного водного реестра России относится к Балтийскому бассейновому округу, водохозяйственный участок реки — Реки Карелии бассейна Балтийского моря на границе РФ с Финляндией, включая озеро Лексозеро. Относится к речному бассейну реки Реки Карелии бассейна Балтийского моря.
Код объекта в государственном водном реестре — 01050000112102000010136.